# Iglesia de San Salvador (Fuentes)
La iglesia de San Salvador está situada en la localidad de Fuentes, en el concejo asturiano de Villaviciosa.

## Historia
La iglesia de San Salvador está reflejada muchos documentos antiguos. Fue consagrada en 1031 por el  obispo Adaganeo y gracias a una extensa inscripción descubierta por Francisco de Paula Caveda y Solares en el siglo XIX, se conocen muchos datos de su creación.
En la inscripción vienen reflejados los fundadores del templo, Diego Pérez y su esposa Mansuara, detallando los bienes donados para su creación. El texto de la inscripción dice:

En la era de M[L]VIIII (1021 d. de C.), el día octavo antes de las Kldas? de junio (25 de mayo), Diego Pérez, que edificó esta casa del Señor, y Mansuera (su esposa) y su madre Dña. Vistrildi concedemos a todos estos que allí habiten junto con toda la heredad, y también a aquella villa de Cembias, para la salvación de nuestras almas y la de mi padre Pedro y así encontremos copiosa recompensa ante Dios. Y quienes de los mismos fueren los moradores de este santo lugar, hijos o nietos, extraños o parientes, que distribuyan limosna entre los pobres o los sacerdotes, para la salvación de nuestras almas, y que ellos residan en esta casa. Leodenando presbítero dio el título.

Y de cuantas posesiones cedimos a este lugar, si algún hombre del pueblo o de los que ostenten poder en la tierra se llevara de aquí algo, sea anatema, ven Señor, y aléjese con el traidor Judas de la convivencia con ciudadanos, hacia su eterna condena. Y si alguno llevara algo de esta casa del Señor desde un lugar a otros lugares, a no ser que conserve con cuidado lo que no se mueva, que Dios entregue su alma en pos de Judas y quede excomulgado fuera del censo de San Salvador.

En la era de MLXI, sexto día antes de las Klds. de marzo, consagró esta iglesia Adeganis, obispo de la sede de Oviedo, en honor del Salvador, y le añadimos Santa María Virgen. Y yo Diego Peppigi y Mansuera nosotros concedemos y adscribimos a esta casa la villa de Bedriñana con todos sus molinos, las entradas y salidas, y tres siervos de nombre Menendo y Sendino, que fue de nuestro padre Sarracino y de Doña Jimena, y la mitad de otra villa, la de Villar, que fue de mi padre Pedro y de mi madre Vistrildi, para la salvación de las almas de ellos y las nuestras, y que así encuentren ellos y nosotros copiosa recompensa ante Dios. Y quien llevare algo perteneciente a estas villas o cualquier cosa de esta santa casa, sea anatema, ven Señor, y que además pague dos talentos de oro. Jimeno Sarracino, testigo; Bermudo Sarracino, testigo; Fruela Rodríguez, testigo.

En el templo que edifiqué en este lugar, bajo la advocación de tu santo nombre, están escondidas las reliquias de San Salvador, las de San Miguel arcángel, las de San Pedro y San Pablo, las de San Bartolomé, y las de Santa Marina virgen. Me obligo en voto a llevar a San Salvador cuatro panes y un cordero o pescado y media cuba de vino. Froila Rodríguez cede las heredades de sus abuelos y las de sus padres, del Carral, en posesión a esta sede de San Salvador, por la salvación de nuestras almas. Y Godesteo Lobón y su hermana Gonterodo y Magito Remírez cedemos nuestras heredades, por la salvación de sus almas. Lo corroboramos con nuestras manos
Traducción de F. Diego Santos

El templo aparece en las kalendas del abad de Fuentes con el título de abadía y en los documentos del monasterio de San Pelayo de Oviedo en 1625.
En el inventario del obispo de Oviedo Gutierre de Toledo escrito entre los años 1385 y 1386 se vuelve a mencionar la abadía de fuentes como perteneciente a la diócesis de Villaviciosa.
En el siglo XVIII se vuelve a documentar el templo como parroquia.
Durante la guerra civil la iglesia fue incendiada y se restauró posteriormente en 1950.
La iglesia fue declarada Monumento Histórico Artístico en 1931.

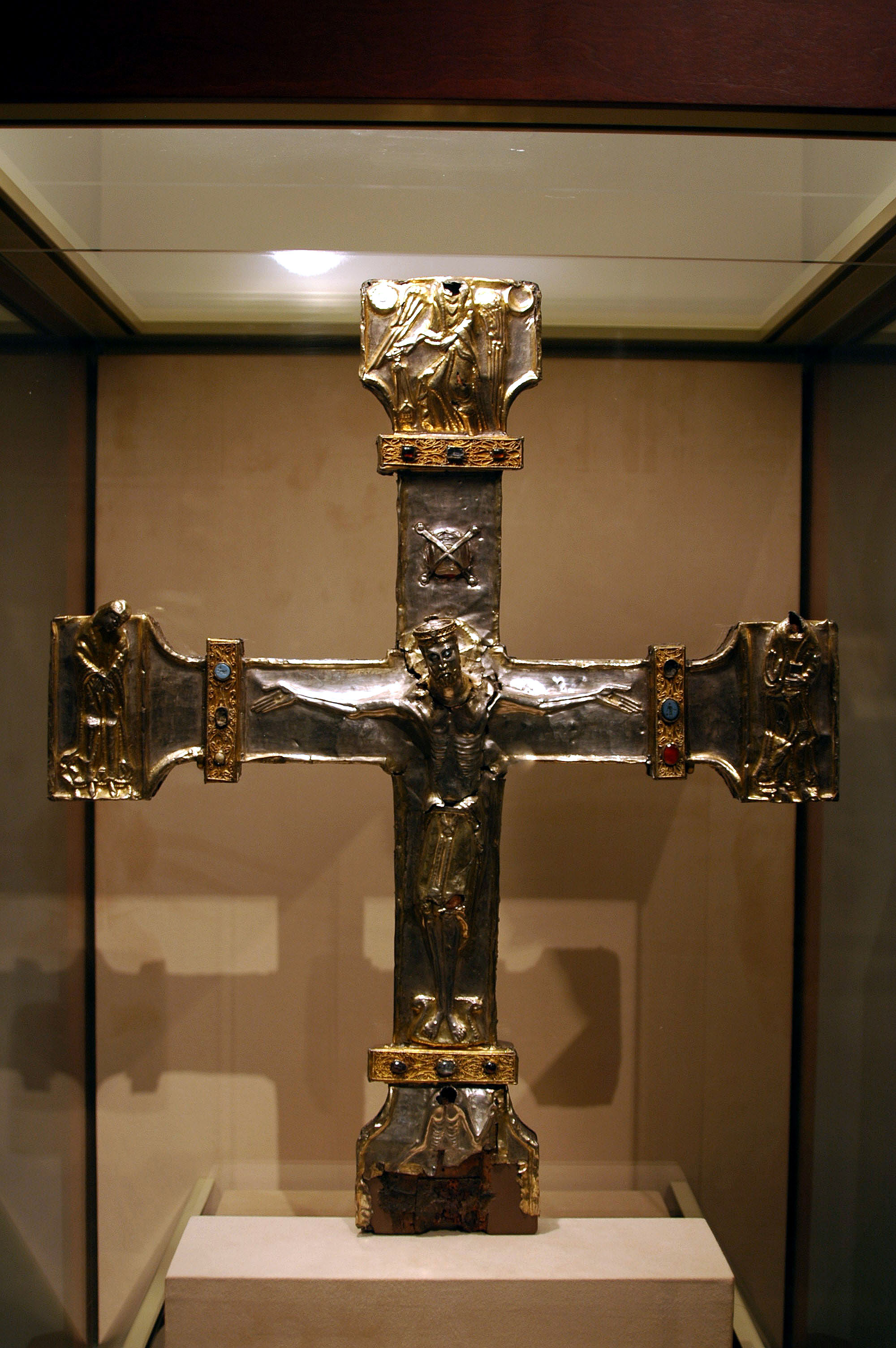
Crucifijo procesional ahora en el Museo Metropolitano de Arte en Nueva York

### Crucifijo procesional
El crucifijo procesional de la iglesia, una de las obras cumbres de la orfebrería medieval asturiana, fue expoliado en 1898 y vendido a coleccionistas privados franceses y luego norteamericanos. En 1917 J. Pierpont Morgan, coleccionista americano, lo regaló al Museo Metropolitano de Arte en Nueva York.
El crucifijo es una pieza de orfebrería realizada en madera revestida de plata que algunas zonas está dorada y con piedras semipreciosas y un camafeo romano.

## Arquitectura
La composición arquitectónica existente en la actualidad corresponde a la reforma del siglo XII. La iglesia está compuesta por una nave central rectangular con un añadido rectangular más pequeños.

## Ornamentación

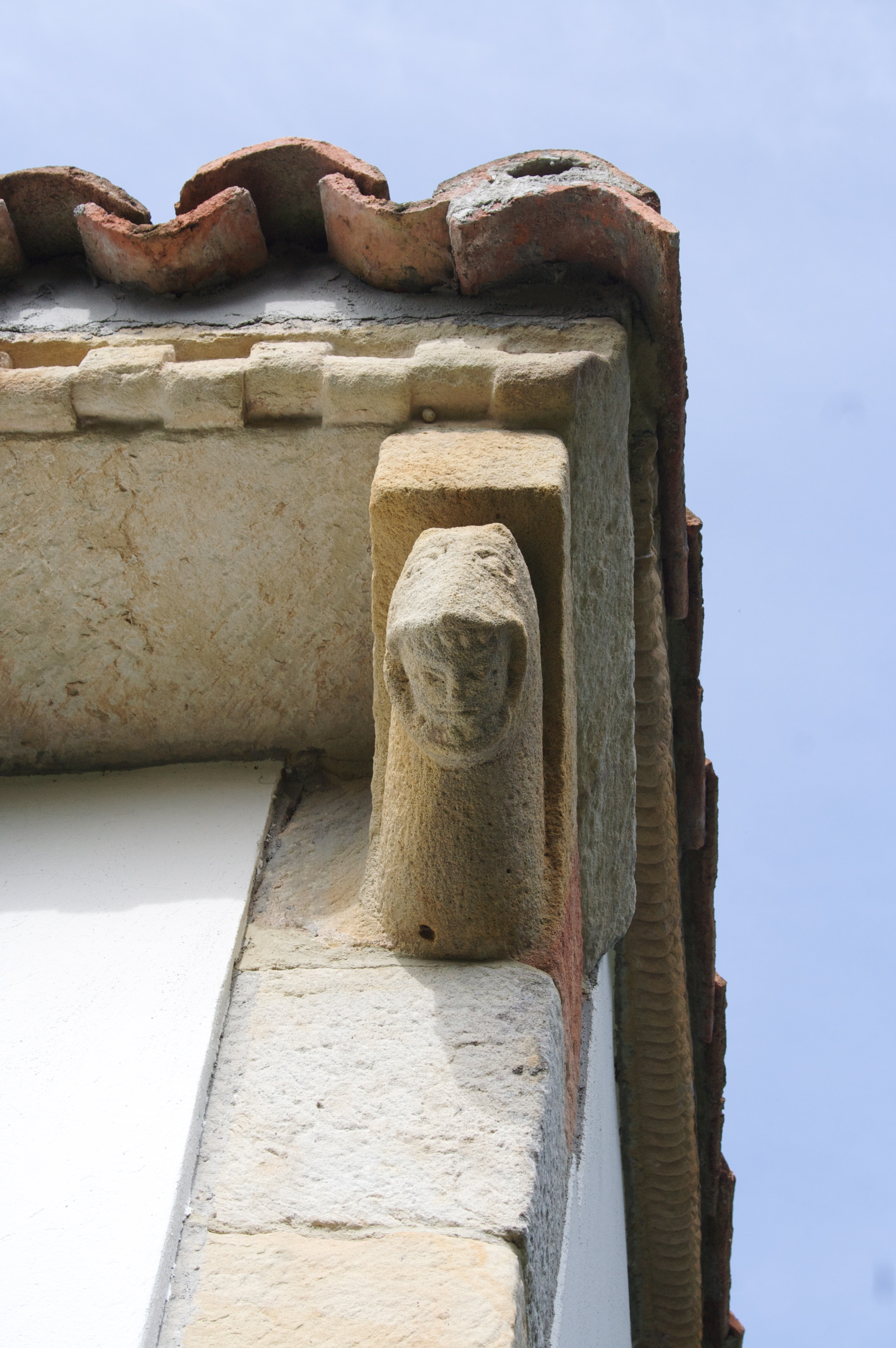
Detalle de la decoración en el muro exterior.